# Rejuvenecimiento digital

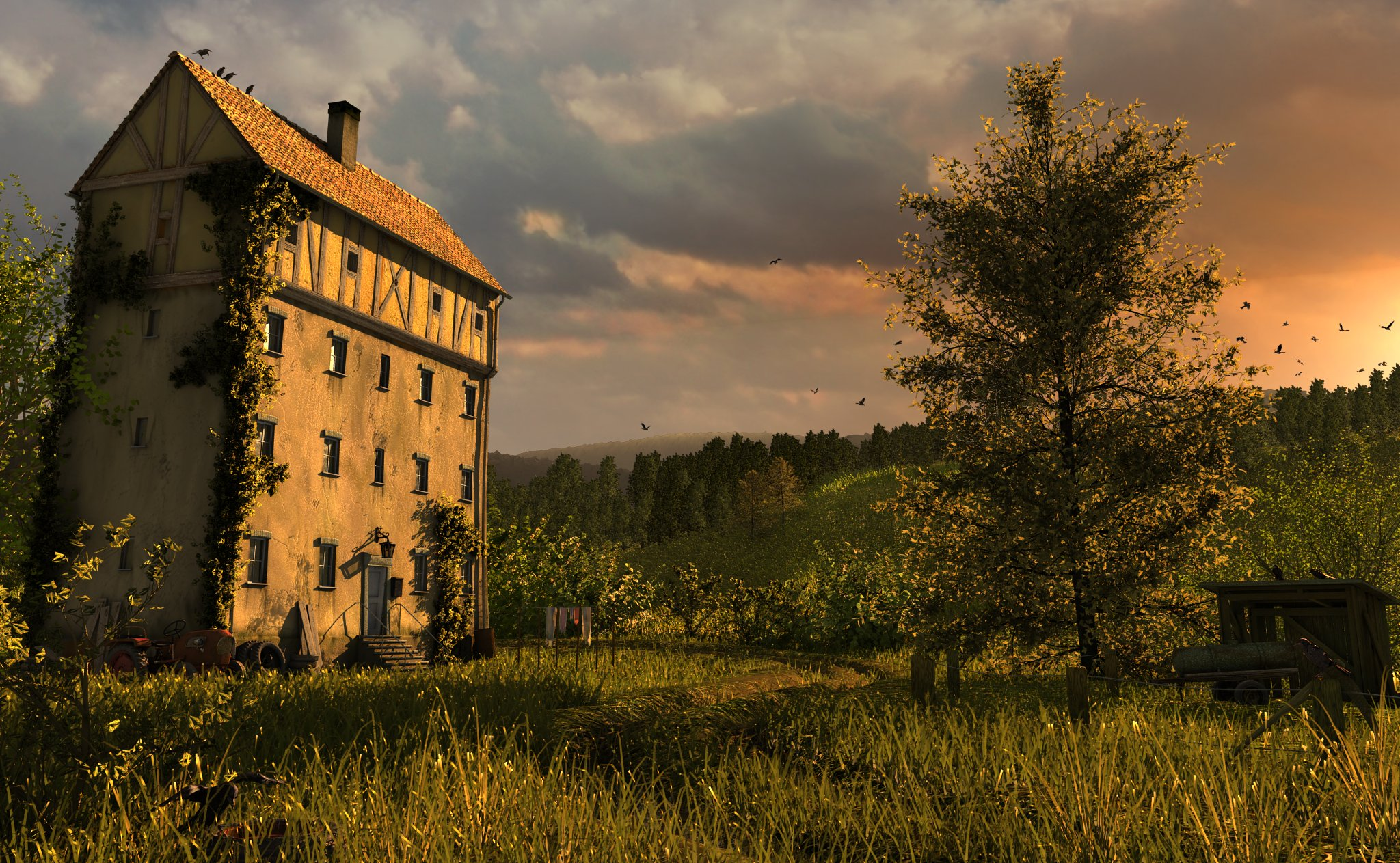
El rejuvenecimiento digital, se inspiró en el creado de paisajes digitales más jóvenes a sus estados actuales

El rejuvenecimiento digital es una técnica de animación por computadora, utilizada en los medios de communicación para proporcionar animaciones de personas u otros elementos, con una edad aparente menor a su estado actual. Esta técnica se usa principalmente en el cine y los videojuegos para generar imágenes de personajes humanos en diversas medidas más jóvenes.
En las películas, ya sea para cine, televisión o streaming, el rejuvenecimiento digital es una técnica de efectos visuales que se utiliza para hacer que un actor o actriz parezca más joven, especialmente en escenas de recuerdos. Esto a menudo se logra mediante la edición digital de la imagen o el uso de superposiciones o retoques de imágenes generadas por computadora (CGI). Algunos medios incluso crean actores digitales envejecidos desde cero o con una mezcla de dobles y CGI, como en el caso de Ant Man, El irlandés o Indiana Jones 5.